# Eugenio Vélez-Troya
Eugenio Vélez-Troya (Torre de Juan Abad, 12 febbraio 1921 – Barcellona, 15 maggio 2007) è stato un criminologo spagnolo.

## Biografia
Ha studiato con i Fratelli della Dottrina Cristiana a Berg (Barcellona). Ha studiato alla Escuela Oficial di Barcellona e fu allievo presso le Escuelas Pías di Tarrasa e del Collegio dei Fratelli Maristi del Paseo de San Juan de la Ciudad Condonal. Fin dalla sua giovinezza è attratto dal mondo dell'investigazione criminale e ha fondato e diretto la Agencia de Detectives Vélez-Troya, legalmente autorizzata e riconosciuta in Spagna. Nel 1958 ha fondato ed è stato presidente della Associazione Nazionale dei Detectives della Spagna. Ha insegnato scienza forense alla Universidad Complutense de Madrid e criminologia al National Institute of American Police e alla Scuola di criminologia di Boston. Nel 1970, è stato fondatore e presidente della Associazione dei detectives privati di Barcellona.
Era un membro onorario della Società Americana di Criminologia, della Associazione Internazionale delle Donne di polizia e dei Sindaci della Comunità di Stato di New York. È stato insignito del “Distintivo d'oro” dalla Secret World Service Association con la Medaglia d'Argento al Merito Professionale e il “Certificato di Merito” da parte dell'“Associazione di polizia e ufficiali americani”; insignito della cittadinanza onoraria di Nashville, città in cui ha vinto il “Golden Key”, e della carica onoraria di sceriffo della Contea di Davidson (Tennessee). All'unanimità e per tre volte consecutive, è stato nominato Presidente per l'Europa del World Association of Detectives in Messico, Chicago e Barcellona. Tra gli altri contributi alla professione, tenutasi a Barcellona il primo Congresso Mondiale dei Detectives Europei nel 1961 ed ha introdotto la macchina della verità o poligrafo in Spagna (1964). Nel 1984 per la risoluzione dell'omicidio della Questura di Barcellona gli è stata assegnata una targa “per la sua professionalità efficiente”.
Con una vasta esperienza nella vita giuridica e professionale (84.342 casi in oltre sessanta anni di lavoro), è considerato tra i più esperti investigatori spagnoli privati nella storia. Nel 1953 ha fondato il magazine Detective, nel 1954, durante il suo soggiorno negli Stati Uniti, dove è andato per ampliare le proprie conoscenze professionali sulle impronte digitali e sull'Analisi delle evidenze materiali è stato nominato alla Secret World Service Association come parte del Comitato esecutivo in qualità di delegato per l'Europa e il Nord Africa. È stato anche nominato membro del Federazione britannica dei detectives di Londra e l'Agenzia associata statunitense dei Detectives di New York. Ha partecipato a vari simposi internazionali. Nella sua vecchiaia, anni prima della sua morte, ha avviato un progetto per creare il Museo dei Detective nella sua città natale: Torre de Juan Abad dove, nel giugno 2002, si tenne un Congresso Internazionale sui detective e dove, il 14 maggio 2009, gli è stata intitolata, in sua memoria, la strada dove è nato.

## Opere
- Los detectives o investigadores privados. Barcelona, 1979.
- Las otras huellas, Memorias de un detective privado Barcelona: Ediciones Obelisco, 1996, ristampato nel 2006.